# WinLame
WinLame est un logiciel libre pour la conversion (transcodage) de fichiers audio numériques. Il permet de convertir les fichiers audio entre plusieurs formats d'encodage.
Il est aussi capable d'extraire la musique directement depuis un CD audio.
C'est l'un des plus simples d'emploi, du fait de la réalisation de son interface utilisateur graphique et de ses fonctions limitées.

## Formats supportés
- AAC Advanced Audio Coding (si le fichier "libfaac.dll" (pour l'encodage) et "libfaad2.dll" (pour le décodage) sont présents dans le dossier de winLAME).
- Ogg (format ouvert)
- MP3
- WAV
- WMA Windows media audio

## Disponibilité
- Système d'exploitation : le logiciel n'est disponible que sous la plateforme Microsoft Windows (compatible Windows 95/98/NT/Me/XP).
- L'unique langue officielle disponible est la langue Anglaise, cependant il existe une traduction amateur du logiciel[réf. souhaitée].
- WinLame est distribué sous la GNU General Public License.